# Sankt Göran och draken (ballad)
Sankt Göran och draken är kanske mer känd som Sankt Örjans visa. "Hör du sankt Örjan du är min sven, du månde mitt ärende utrida. Till Babylon den sköna stad att mot den draken strida".
Den tidigaste kända uppteckningen av melodin (Örjanslåten) är från 1500-talet. Den melodi som ofta används idag är en bearbetning av Axel Boberg efter en bearbetningsförlaga från 1875 av Richard Dybeck.